# Sozialistische LinksPartei
Sozialistische LinksPartei is een trotskistische, socialistische politieke partij in Oostenrijk. De partij is opgericht in 2000.
De leider van de partij is Sonja Grusch. De partij publiceert het blad Vorwärts.
In parlementsverkiezingen van 2002 kreeg de partij 3906 stemmen (0,08%). Maar de partij was niet in staat om een zetel in het parlement te winnen. In 2006 kreeg de partij 2257 stemmen, wederom niet genoeg voor een zetel.